# Crcavac
Crcavac je naselje u gradu Leskovcu, Jablanički upravni okrug, Srbija. Prema popisu iz 2022. godine u Crcavcu je živjelo 60 stanovnikа.